# 马莲河
马莲河是甘肃省庆阳市境内的黄河三级支流，即为渭河支流泾河的支流。全长374.8公里，流域面积19086平方公里。
上游称环江，发源于陕西定边县高天池北侧，过庆城后始称马莲河。环县北部为苦水区，洪德以上总盐度高达10g/L，盐分主要来源于地下水岩石化学风化且季节变化大。上游2535万m3苦水下泄，导致宁县以上水质苦咸。马莲河干流2亿m3失去利用价值，至下游仍维持总盐度仍维持在2g/L，干流几乎无坝库及引水灌溉工程。
2022年7月15日10时18分，马莲河洪峰流量达5100立方米每秒，为1956年以来最大洪水。